# عثمان دابو
عثمان دابو (بالفرنسية: Ousmane Dabo)‏، من مواليد 8 فبراير 1977 في مايين في فرنسا، لاعب كرة قدم فرنسي.

## حياته الكروية
بدأ مسيرته الكروية مع نادي رين في عام 1995، ولعب معهم حتى عام 1998، وشارك معهم في 40 مباراة وسجل هدفين، وفي موسم 1998/1999 انتقل إلى نادي إنتر ميلان الإيطالي، ولعب معهم 13 مباراة، وفي عام 1999 أعير إلى نادي فيتشينزا الإيطالي، ولعب معهم 13 مباراة، وفي موسم 1999/2000 أنتقل إلى نادي بارما الإيطالي، ولعب معهم 16 مباراة، وفي عام 2000 لعب مع نادي موناكو، وشارك معهم في 16 مباراة، وفي موسم 2000/2001 انتقل إلى نادي فيتشينزا الإيطالي، ولعب معهم 17 مباراة وسجل هدف واحد، وفي عام 2001 انتقل إلى نادي أتالانتا الإيطالي، ولعب معهم حتى عام 2003، وشارك معهم في 52 مباراة وسجل 4 أهداف، وفي عام 2003 انتقل إلى نادي لاتسيو الإيطالي، ولعب معهم حتى عام 2006، وشارك معهم في 79 مباراة وسجل 3 أهداف، ومنذ عام 2006 وهو يلعب مع نادي مانشستر سيتي الإنجليزي.
و قد بدأ باللعب مع منتخب فرنسا لكرة القدم في عام 2003.

## روابط خارجية
- عثمان دابو على موقع الدوري الأمريكي (الإنجليزية)
- عثمان دابو على موقع قاعدة بيانات كرة القدم.إي يو (الإنجليزية)
- عثمان دابو على موقع ليكيب (الفرنسية)
- عثمان دابو على موقع ناشيونال فوتبول تيمز (الإنجليزية)
- عثمان دابو على موقع Soccerbase.com (لاعب) (الإنجليزية)
- عثمان دابو على موقع Soccerway.com (الإنجليزية)
- عثمان دابو على موقع عالم كرة القدم.نت (الإنجليزية)
- عثمان دابو على موقع GSA (الإنجليزية)